# Walter Martens (Architekt)
Walter Martens, auch C. Walter Martens oder Charles Walter Martens, (* 14. Juni 1860 in Hamburg; † 7. Juli 1937 ebenda) war ein deutscher Architekt.
Zu Martens bekannten Arbeiten gehört das Kontorhaus Elbhof in der Hamburger Neustadt, das 1904–1905 für die AEG errichtet wurde. Er entwarf auch die Grindelbergbahn, eine Radrennbahn in Hamburg.